# Barrikadnaja
Barrikadnaja (Russisch: Баррикадная uitspraakⓘ) is een station aan de Tagansko-Krasnopresnenskaja-lijn (lijn 7) van de Moskouse metro. 

## Geschiedenis
Barrikadnaja is een van de vijf stations van de Krasnopresnensko-radius die op 30 december 1972 werd geopend. De Krasnopresnensko-radius was al in 1932 onderdeel van het metroplan als westelijk deel van de Rogozjski-Krasnopresnenski-lijn. Deze lijn zou ten oosten van Barrikadnaja naar het zuiden afbuigen en via de oever bij het Kremlin naar  Sokolinaja Gora lopen. In 1957 werd besloten om de huidige lijnen 6 en 7 te laten kruisen bij het Noginaplein, zodat de route van lijn 7 door de binnenstad ten noorden van het Kremlin moest lopen. Hierbij werd voor lijn 7, zoals in Moskou gebruikelijk, begonnen met de bouw van de delen buiten de Koltsevaja-lijn, eerst de Zjadonovsko-radius met 7 stations naar het zuidoosten, gevolgd door de Krasnopresnensko-radius met 5 stations naar het noordwesten. Tot 17 december 1975 was Barrikadnaja het eindpunt van de Krasnopresnensko-radius aan de centrumzijde. In verband hiermee liggen ten oosten van het perron overloopwissels waar de metro's uit het westen kunnen keren. Het station dankt zijn naam aan de barricades die tijdens de revolutie van 1905 ter hoogte van het huidige metrostation waren opgeworpen.

## De bouw
In verband met de gewenste overstap op de Koltsevaja-lijn ligt Barrikadnaja iets westelijker dan in het plan van 1932. De overstaptunnel van en naar Krasnopresnenskaja verbindt het westeinde van het perron met het noordeinde van  het perron van Krasnopresnenskaja.  De sporen van de  Tagansko-Krasnopresnenskaja-lijn liggen vlak boven die van de Koltsevaja-lijn en kruisen deze haaks onder de grote vijver van de Moskouse dierentuin. Deze vijver vormde een risico voor het station omdat de kleilaag tussen de vijver en de tunnels dreigde te scheuren. Om voldoende draagkracht te behouden liet architect A.F. Strelkov pylonen van maar liefst zes meter aanbrengen.  Strelkov zei hierover dat het zijn taak was om een plechtig beeld van de revolutie weer te geven en tegelijkertijd door een optische illusie de omvang van de pylonen te verbergen. Hij en zijn collega Polikarpova gebruikten roze en rood marmer om de pylonen de bekleden. Het marmer werd als “gevouwen” blokken aangebracht als verwijzing naar de barricades en vaandels. Aanvankelijk was er uitgegaan van metro's met zeven bakken, in de jaren tachtig van de twintigste eeuw werden het perron en de middenhal verlengd in verband met de inzet van achtbaks metrostellen.  

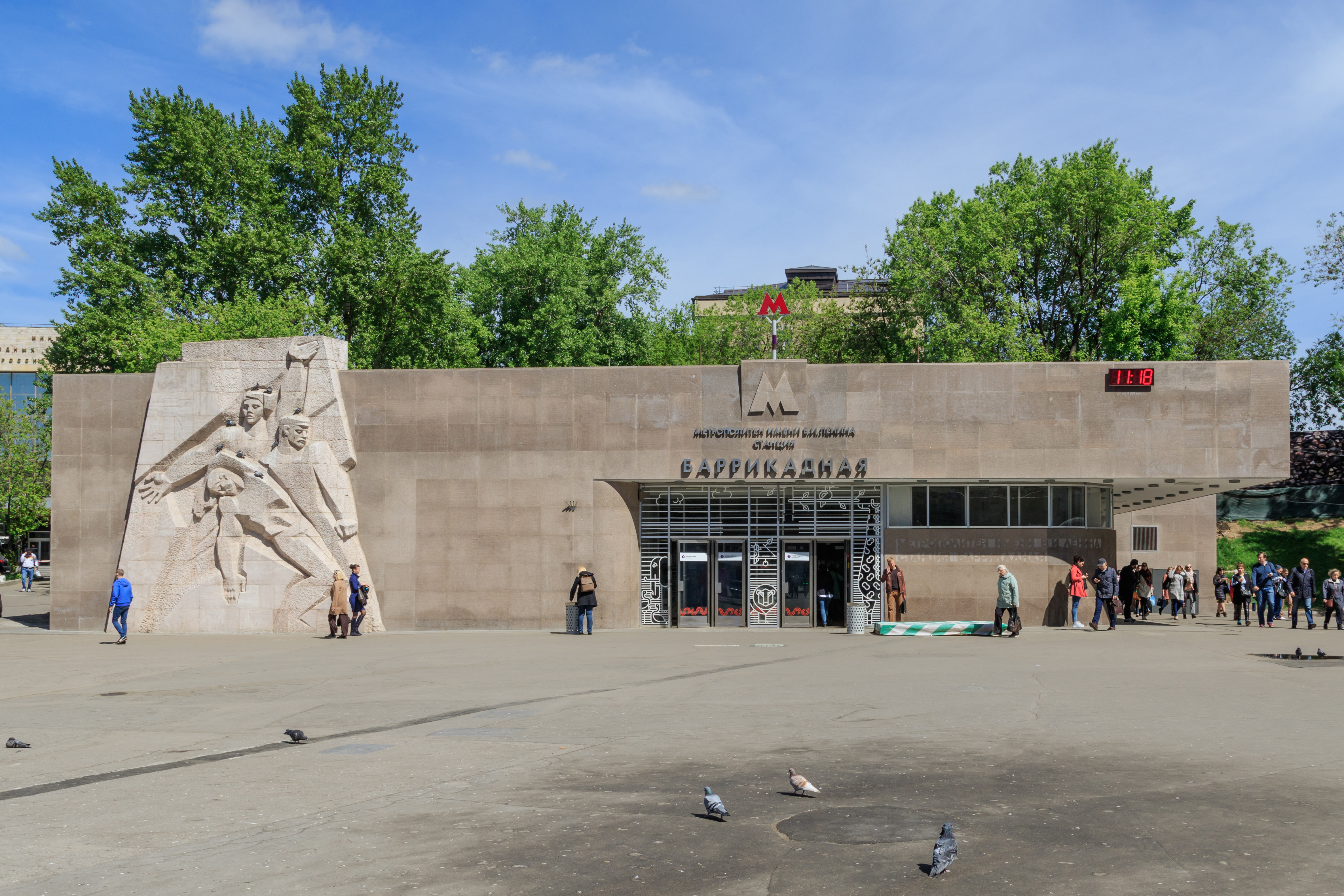
Het toegangsgebouw
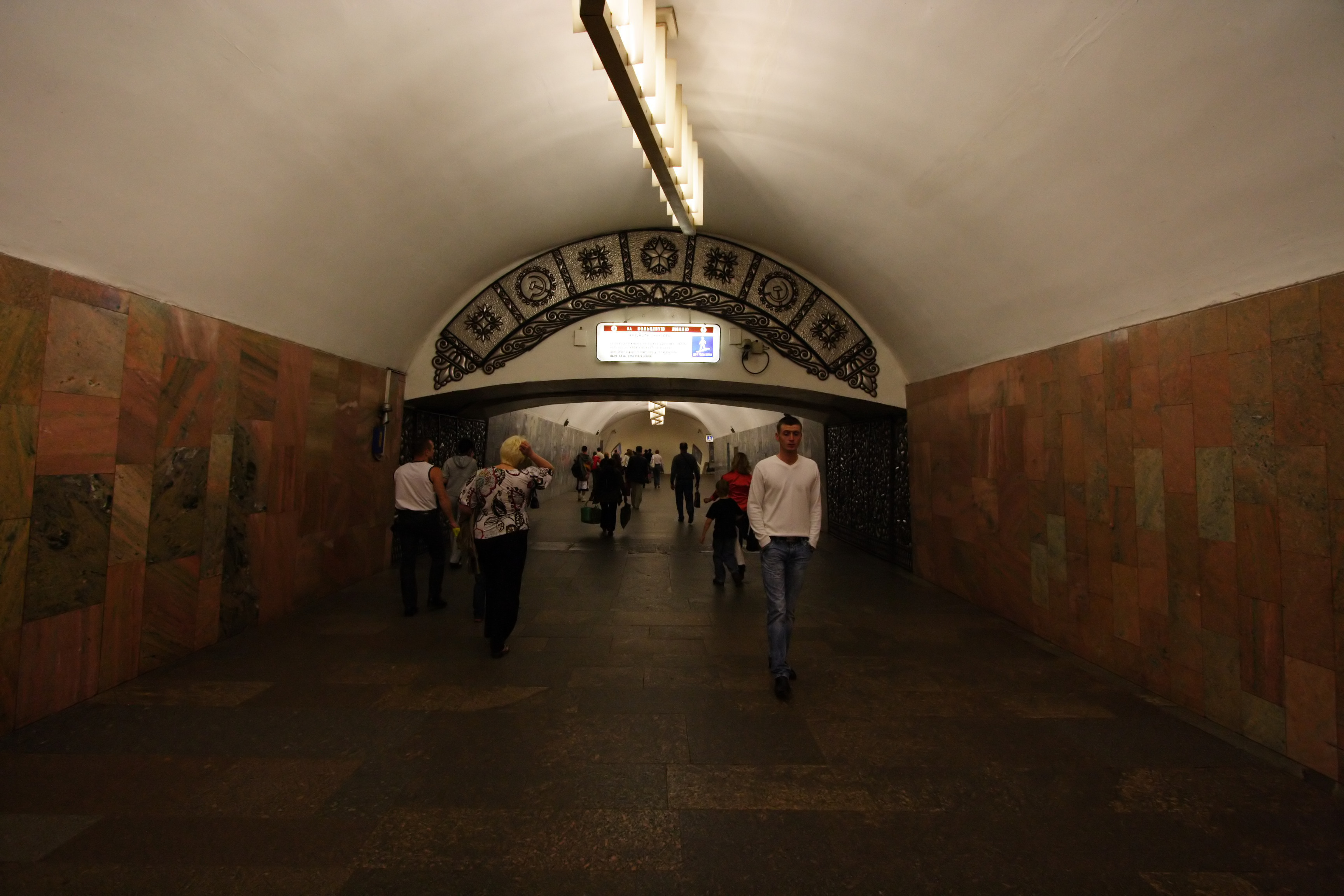
De overstaptunnel tussen Barrikadnaja en Krasnopresnenskaja
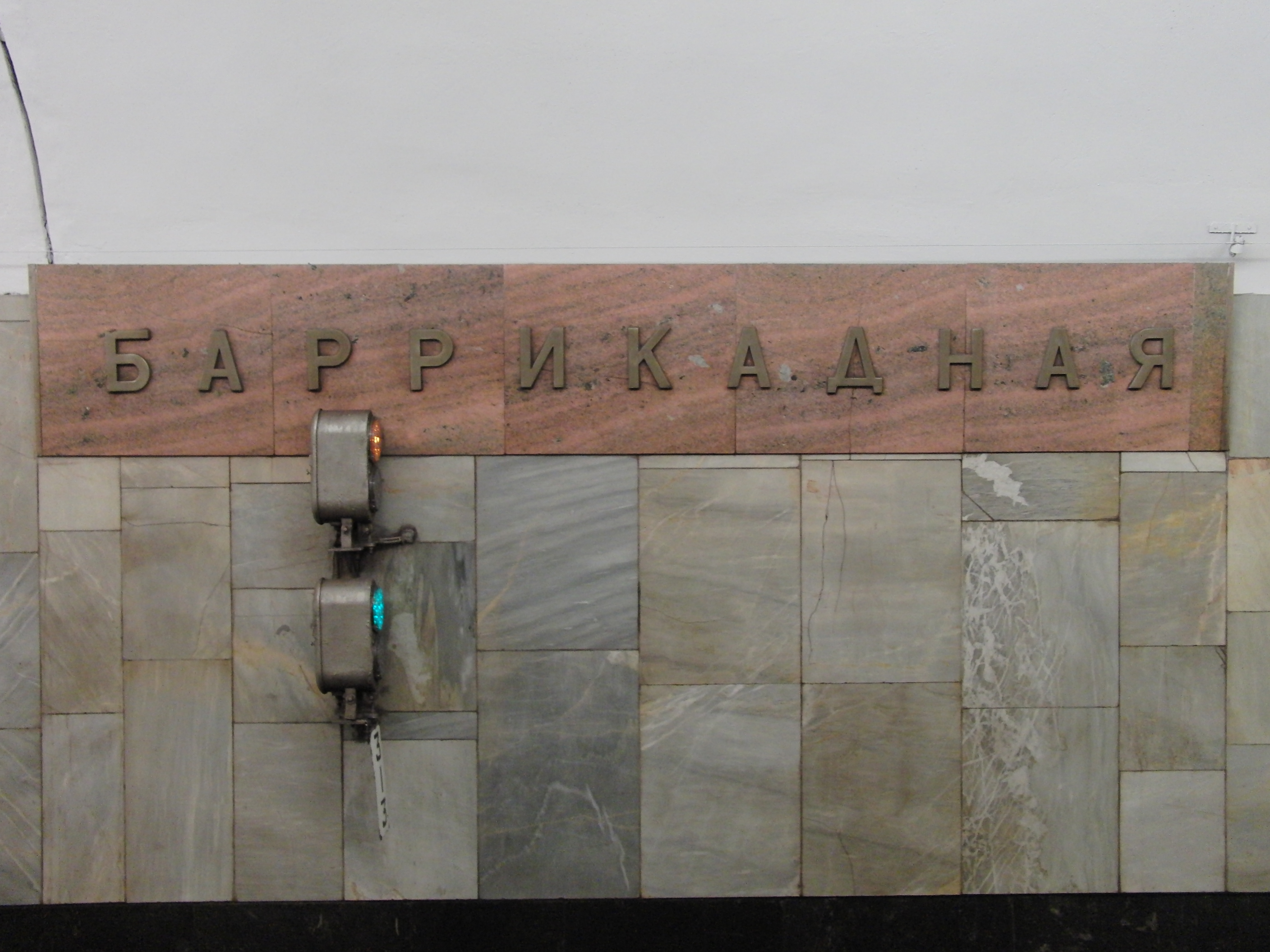
De stationsnaam op de tunnelwand

## Toegangen en inrichting
Het bovengrondse stationsgebouw ligt aan de noordzijde van de Barrikadnaja Oelitsa tegenover de Koedrinskajatoren een van de zeven torens van Stalin. Iets westelijker liggen de Bolsjaja Groenzinskaja Oelitsa en de ingang van de Moskouse dierentuin. Tegen de gevel is een reliëf geplaatst en binnen zijn de wanden en de vloer bekleed Gorovskimarmer. In 2015 – 2016 is groot onderhoud verricht aan het stationsgebouw. De roltrappen bevinden zich tussen de westzijde van het stationsgebouw en de oostzijde van het perron.  Ondergronds is er sprake van een pylonenstation op 30 meter diepte. De trapeziumvormige pylonen zijn bekleed met boerovsjina marmer, de tunnelwanden met grijs gazganmarmer in verschillende tinten boven de perronhoogte en daaronder met zwart marmer. De vloer bestaat uit rode en grijze tegels van graniet. De verlichting wordt verzorgd door tl-buizen die verticaal geplaatst zijn in een zig-zag constructie boven de perrons en in de middenhal. Zowel de tunnelwanden als de wanden in het stationsgebouw zijn opgesierd met aluminiumpanelen van de kunstenaars H.M. Rysin, D.J. Bodnjek, I.A. Dolgan en B.S. Sjirokov. In het verlengde van de middenhal ligt aan de westkant een overstaptunnel met een roltrap naar het 5,5 meter lager gelegen Krasnopresnenskaja aan de ringlijn. 

## Reizigersverkeer
In 1999 werden 118.500 reizigers per dag gemeten, het aantal reizigers via het stationsgebouw bedroeg in 2002 per dag 32.900. Op even dagen vertrekt de eerste metro richting het centrum om 5:43 uur, in westelijke richting is dit om 6:03 uur door de week en in het weekeinde om 6:04 uur. Op oneven dagen vertrekt de eerste metro om 6:05 uur richting centrum en om 6:00 uur naar het westen.